# Magda (película)
Magda es una película de género dramático de 1917 dirigida por Emile Chautard y protagonizada por Clara Kimball Young, Alice Gale y Valda Valkyrien. La película está basada en la obra Heimat de Hermann Sudermann.

## Reparto
- Clara Kimball Young como Magda
- Alice Gale como Madre
- Valda Valkyrien como Marie Schwartz
- Kitty Baldwin como Franiska
- Maude George como Theresa
- Thomas Holding como Pastor
- Edward Fielding como Kellner
- George Merlo como Max